# Megalopsalis triascuta
Megalopsalis triascuta is een hooiwagen uit de familie Monoscutidae.